# Raemon Sluiter
Raemon Sluiter, né le 13 avril 1978 à Rotterdam, est un joueur, puis entraîneur de tennis néerlandais.
Passé professionnel en 1996, il atteint quatre finales en simple et deux en double durant sa carrière, sans pour autant remporter de tournoi ATP. Son meilleur classement ATP en simple reste une 46e place atteinte en février 2003.
Il dispute en outre la Coupe Davis de 2001 à 2007 avec les Pays-Bas, dont la demi-finale de la dans le groupe mondial en 2001, perdue 3-2 face à la France.
Il annonce une première fois sa retraite sportive en février 2008 à l'issue du tournoi de Rotterdam, mais rejoue en 2009, notamment à l'Open de Bois-le-Duc. Il parvient alors en finale et, alors 866e mondial, devient le joueur le moins bien classé de l'histoire à atteindre la finale d'un tournoi ATP. Cette finale, perdue au terme d'un match accroché face à Benjamin Becker, lui permet de gagner près de 500 places au classement ATP, soit l'une des progressions les plus fortes de l'histoire.
Depuis 2015, il entraîne la joueuse de tennis Kiki Bertens.

## Palmarès

### Finales en simple (4)
| No | Date       | Nom et lieu du tournoi                         | Catégorie   | Dotation  | Surface      | Vainqueur         | Score                |          |
| -- | ---------- | ---------------------------------------------- | ----------- | --------- | ------------ | ----------------- | -------------------- | -------- |
| 1  | 17-07-2000 | Dutch Open, Amsterdam                          | Int' Series | 375 000 $ | Terre (ext.) | Magnus Gustafsson | 64-7, 6-3, 7-65, 6-1 | Parcours |
| 2  | 17-02-2003 | ABN AMRO World Tennis Tournament, Rotterdam    | Series Gold | 800 000 $ | Dur (int.)   | Max Mirnyi        | 7-63, 6-4            | Parcours |
| 3  | 14-07-2003 | Priority Telecom Dutch Open Tennis, Amersfoort | Int' Series | 355 000 $ | Terre (ext.) | Nicolás Massú     | 6-4, 7-63, 6-2       | Parcours |
| 4  | 15-06-2009 | Ordina Open, Bois-le-Duc                       | ATP 250     | 398 250 € | Gazon (ext.) | Benjamin Becker   | 7-5, 6-3             | Parcours |

### Finales en double (2)
| No | Date       | Nom et lieu du tournoi                                       | Catégorie   | Dotation  | Surface    | Vainqueurs                  | Partenaire     | Score         |          |
| -- | ---------- | ------------------------------------------------------------ | ----------- | --------- | ---------- | --------------------------- | -------------- | ------------- | -------- |
| 1  | 09-09-2002 | President's Cup Tachkent                                     | Int' Series | 525 000 $ | Dur (ext.) | David Adams Robbie Koenig   | Martin Verkerk | 6-2, 7-5      | Parcours |
| 2  | 03-03-2003 | International Tennis Championships Delray Beach Delray Beach | Int' Series | 355 000 $ | Dur (ext.) | Leander Paes Nenad Zimonjić | Martin Verkerk | 7-5, 3-6, 7-5 | Parcours |

## Résultats en Grand Chelem

### En simple
| Année | Open d'Australie | Open d'Australie   | Roland-Garros | Roland-Garros            | Wimbledon | Wimbledon        | US Open  | US Open            |
| ----- | ---------------- | ------------------ | ------------- | ------------------------ | --------- | ---------------- | -------- | ------------------ |
| 2000  | 2e tour          | Mark Philippoussis | -             | -                        | -         | -                | -        | -                  |
| 2001  | 1er tour         | Michel Kratochvil  | 1er tour      | Tommy Robredo            | 3e tour   | Arnaud Clément   | 1er tour | Àlex Corretja      |
| 2002  | 1er tour         | Christophe Rochus  | 1er tour      | Paradorn Srichaphan      | 2e tour   | Radek Štěpánek   | 2e tour  | Andy Roddick       |
| 2003  | 1er tour         | Marat Safin        | 1er tour      | Hicham Arazi             | 2e tour   | Alexander Popp   | 1er tour | Albert Costa       |
| 2004  | 1er tour         | Mario Ančić        | 3e tour       | Carlos Moyà              | 1er tour  | Jonas Björkman   | 1er tour | Paul-Henri Mathieu |
| 2005  | 1er tour         | Jürgen Melzer      | 1er tour      | Marat Safin              | 1er tour  | David Nalbandian | -        | -                  |
| 2006  | 2e tour          | Igor Andreev       | 3e tour       | Martín Vassallo Argüello | -         | -                | 2e tour  | Tommy Haas         |

À droite du résultat, l'ultime adversaire.

### En double
| Année | Open d'Australie        | Open d'Australie               | Roland-Garros          | Roland-Garros                  | Wimbledon               | Wimbledon                  | US Open                | US Open               |
| ----- | ----------------------- | ------------------------------ | ---------------------- | ------------------------------ | ----------------------- | -------------------------- | ---------------------- | --------------------- |
| 2003  | -                       | -                              | 2e tour Martin Verkerk | Michaël Llodra Fabrice Santoro | 1er tour Martin Verkerk | Bob Bryan Mike Bryan       | 2e tour Martin Verkerk | Martin Damm Cyril Suk |
| 2004  | 1er tour Martin Verkerk | Michaël Llodra Fabrice Santoro | 2e tour Martin Verkerk | František Čermák Leoš Friedl   | 2e tour Martin Verkerk  | Mahesh Bhupathi Max Mirnyi | -                      | -                     |

Sous le résultat, le partenaire ; à droite, l'ultime équipe adverse.